# 달 착륙
달 착륙은 달의 표면에 우주선이 도달하는 것을 통칭하는 용어로, 유인 우주선과 무인 우주 탐사선 모두를 포함한다. 최초로 달에 도달한 인공 물체는 루나 2호로, 1959년 달에 충돌하였다.
1969년 아폴로 11호가 최초로 달에 도달한 유인 우주선이 되었다. 이후 1972년까지 유인 우주선의 착륙은 총 여섯 번 있었으며, 무인 탐사선의 착륙은 이후에도 지속적으로 이루어졌다. 유인 우주선의 마지막 착륙은 1972년 12월 아폴로 17호였으며, 1976년 루나 24호의 착륙 이후 연착륙에 성공한 무인 탐사선은 2013년 창어 3호가 착륙에 성공하기 전까지 단 하나도 없었다. 또한 모든 우주선의 달 착륙은 달의 앞면에서만 이루어져 왔으나, 2019년 1월 창어 4호가 최초로 달의 뒷면 착륙에 성공하며 이 기록도 깨졌다.

## 무인 착륙

### 정부 주도

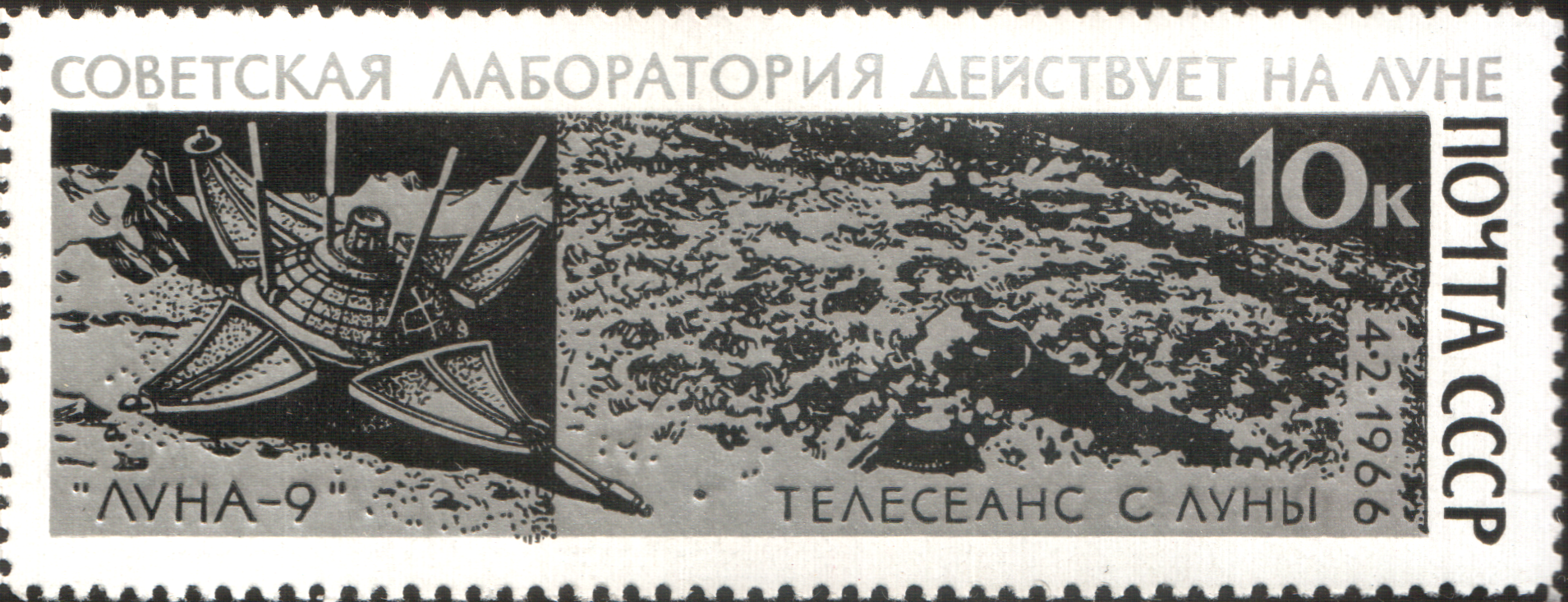
소련에서 발행한, 최초로 달 연착륙에 성공했던 루나 9호와 루나 9호가 촬영한 최초의 달 표면 사진이 묘사되어 있는 기념우표.

정부 기관 중에는 현재까지 6개(소련, 미국, 중국, 인도, 일본, 유럽)가 무인 달 착륙에 성공하였으며, 이 중에서 연착륙에 성공한 것은 소련, 미국, 중국, 인도, 일본 뿐이다.
소련은 1959년 루나 2호가 달에 충돌함으로서 최초의 달 표면 경착륙에 성공하였으며, 미국은 이를 모방하여 1962년 레인저 4호를 달에 충돌시켰다.
최초의 경착륙(충돌) 이후 소련, 미국, 중국, 인도의 우주선을 합쳐 총 16대의 우주선이 역추진 로켓을 이용한 연착륙을 시도하였으며, 표면에서 다양한 과학 탐사를 실시하였다. 1966년 소련은 루나 9호와 루나 13호 임무를 성공시킴으로서 최초의 달 표면 연착륙을 달성하였으며, 달 표면의 사진을 촬영하였다. 미국은 이에 대응하여 서베이어 계획을 진행하여 착륙선 5대의 연착륙에 성공하였다. 중국은 창어 계획을 통해 2013년 이후 탐사선 4대의 연착륙에 성공하였으며, 달 토양 표본 회수 및 최초의 뒷면 착륙이라는 성과를 달성하였다.
2023년 8월 23일 인도우주연구기구의 찬드라얀 3호가 달의 남극 지역에 착륙함으로서 인도가 네 번째로 달 표면 연착륙에 성공한 나라가 되었으며,2024년 1월 19일에는 일본 우주항공연구개발기구의 SLIM 우주선이 착륙에 성공함으로서 일본이 다섯 번째로 달 표면 연착륙에 성공한 나라가 되었다.

### 민간 주도
이스라엘의 민간 우주 기구인 SpaceIL의 베레시트 탐사선은 2019년, 일본 기업인 ispace의 HAKUTO-R 미션 1은 2023년 각각 연착륙을 시도하였다가 실패하였다.
NASA, SpaceX, 인튜이티브 머신스의 합작으로 만들어진 Nova-C (오디세우스) 탐사선은 2024년 2월 15일 팰컨 9 로켓에 실려 발사되어 2월 22일 달 표면 착륙에 성공하였다. 이는 미국 입장에서 50년 만의 달 표면 연착륙 성공이라는 성과임과 동시에, 동시에 사상 최초로 민간 주도의 우주선이 달에 착륙한 사건이기도 하였다.
2025년 3월 2일 파이어플라이 에어로스페이스의 블루 고스트 미션 1이 민간에서 제작한 우주선 중 최초로 달 표면 연착륙에 성공하였다. 착륙선은 안정적인 자세로 유지되었으며, 착륙 후 낮에 해당하는 14일에 더해 밤에도 5시간 이상 작동에 성공함으로서, 현재까지 달에서 가장 오래 작동한 민간 탐사선이라는 기록을 보유하고 있다. 블루 고스트 미션 1에는 상업적 달 화물 서비스 계획의 일환으로 NASA 장비 10개 가량이 실려 있었다. 블루 고스트 미션 1은 같은 해 3월 16일에 공식적으로 종료되었으며, 파이어플라이 에어로스페이스는 당초 목표의 100%를 달성하였다고 발표하였다.

## 유인 착륙

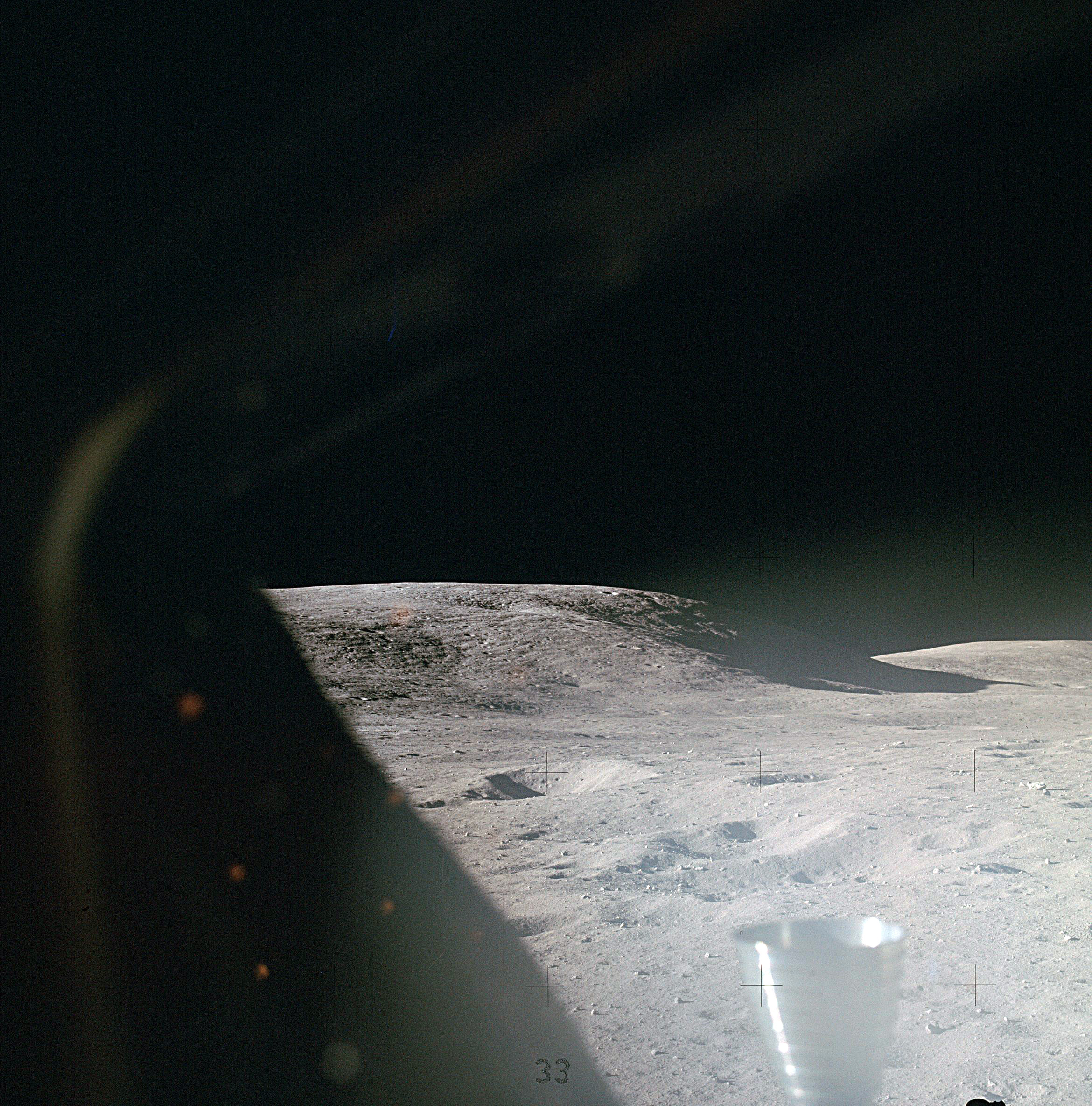
아폴로 16호의 달 착륙 직후 달 착륙선의 창문으로 바라본 달의 표면.

현재까지 달에 착륙한 우주비행사는 총 12명으로, 아폴로 11호부터 17호까지 13호를 제외한 6번의 임무에 걸쳐 이루어졌다. 아폴로 계획에서 사용한 달 착륙선의 정원은 2명이었다. 아폴로 계획의 유인 달 착륙은 1969년 7월 20일 아폴로 11호의 닐 암스트롱과 버즈 올드린을 시작으로, 41개월 후인 1972년 12월 14일 아폴로 17호의 유진 서넌과 해리슨 슈미트가 착륙하며 끝을 맺었다. 마지막으로 달 표면에 내린 것은 유진 서넌이었다.
아폴로 계획에서는 항상 한 명의 우주비행사가 착륙선에 탑승하지 않고 사령선에 남아 달 궤도를 돌았다.

## 정치적 배경
1960년대에 미국과 소련이 달에 유·무인 우주선을 보내기 위해 노력을 아끼지 않았던 이유에는 정치적인 요소가 큰 영향을 끼쳤다. 1940년대 제2차 세계 대전을 거치는 동안 폴란드 침공·겨울 전쟁·진주만 공격 등에 사용된 전격전 방식의 기습 공격 전략, 런던과 안트베르펜에서 수천 명의 사상자를 낸 V-2 로켓 등 탄도 미사일의 개발, 히로시마와 나가사키에서 수십만 명의 사상자를 발생시킨 핵무기의 도입 등 단시간에 대규모의 인명 피해를 낼 수 있는 수단이 등장하였다. 여기에 더해, 세계 대전이 끝난 후인 1950년대 승전국이 된 미국과 소련 간 이념 갈등이 격화하였으며, 두 국가 모두 수소폭탄의 개발에 성공하며 정치적 긴장 또한 심화되었다.

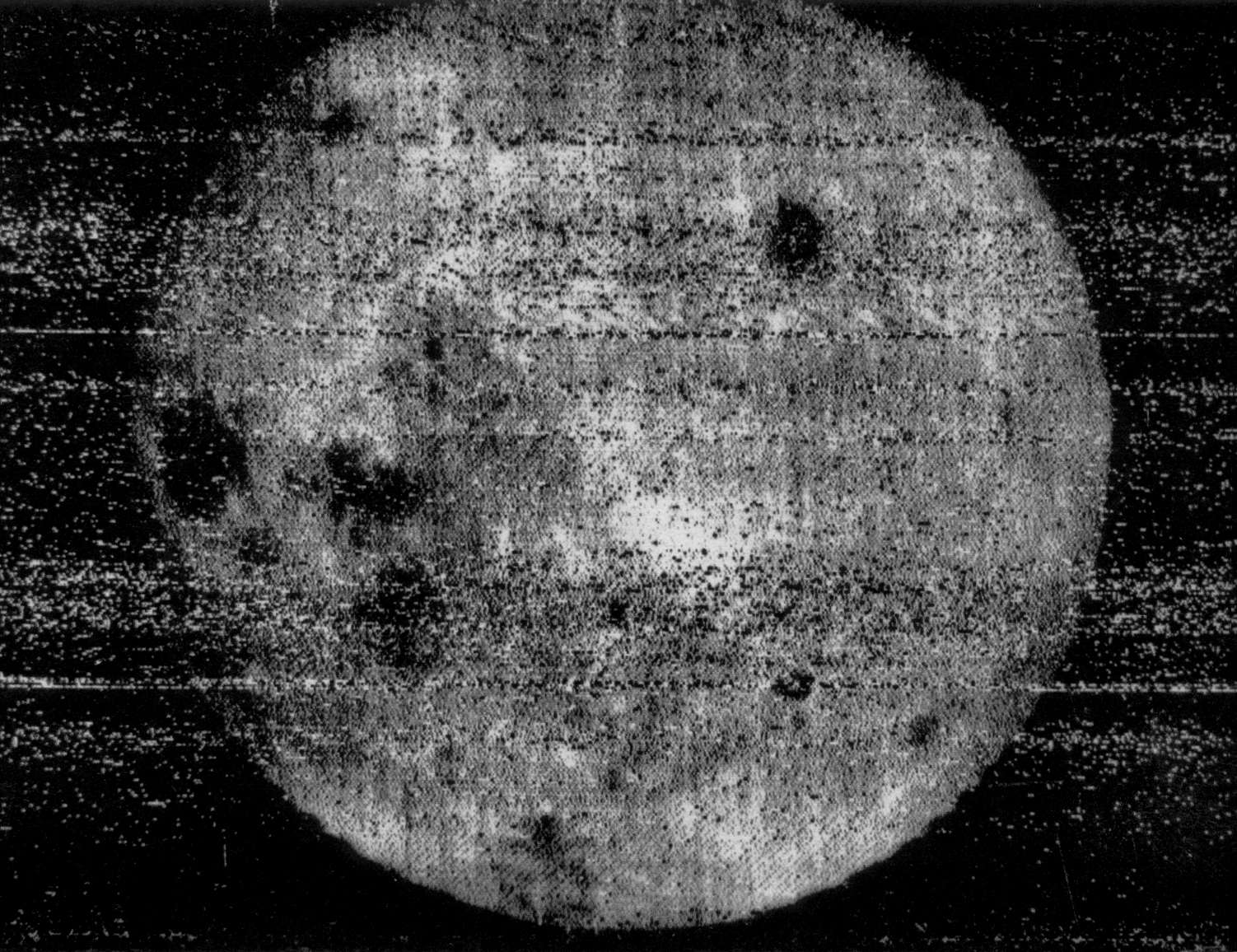
1959년 10월, 루나 3호가 촬영해 보낸 최초의 달의 뒷면 사진.

1957년 10월 4일 소련이 최초로 지구를 도는 인공위성인 스푸트니크 1호 발사에 성공하며 우주 경쟁이 시작되었다. 스푸트니크 1호의 성공은 소련에게는 이념적 고양감을 안겨주었지만 미국에서는 핵무기를 장착한 소련의 로켓이 30분 내 미국 땅에 닿을 수 있다는 공포에 사로잡히며 스푸트니크 충격이 일어났다. 스푸트니크 1호는 밤하늘에서 옅은 점이 움직이는 형태로서 간신히 맨눈으로 볼 수 있었으며, 라디오 비콘 기능도 갖추었기 때문에 96분마다 상공을 통과하며 보내는 전파 신호는 양 진영 모두에서 손쉽게 감지할 수 있었다. 스푸트니크 1호의 발사 성공과 그 후 이루어진 소련의 급속한 우주 기술 진보는 제3세계 국가에게 소련의 정치 체계가 미국보다 우월하다는 선전으로 매우 큰 효과를 드러냈다. 소련은 1959년 R-7 로켓을 이용해 루나 1호를 최초로 지구의 중력권을 벗어나 태양 주회 궤도에 진입시켰으며, 루나 2호는 최초로 달의 표면에 충돌했고, 루나 3호는 최초로 달의 뒷면을 촬영해 지구로 결과를 송신하였다.

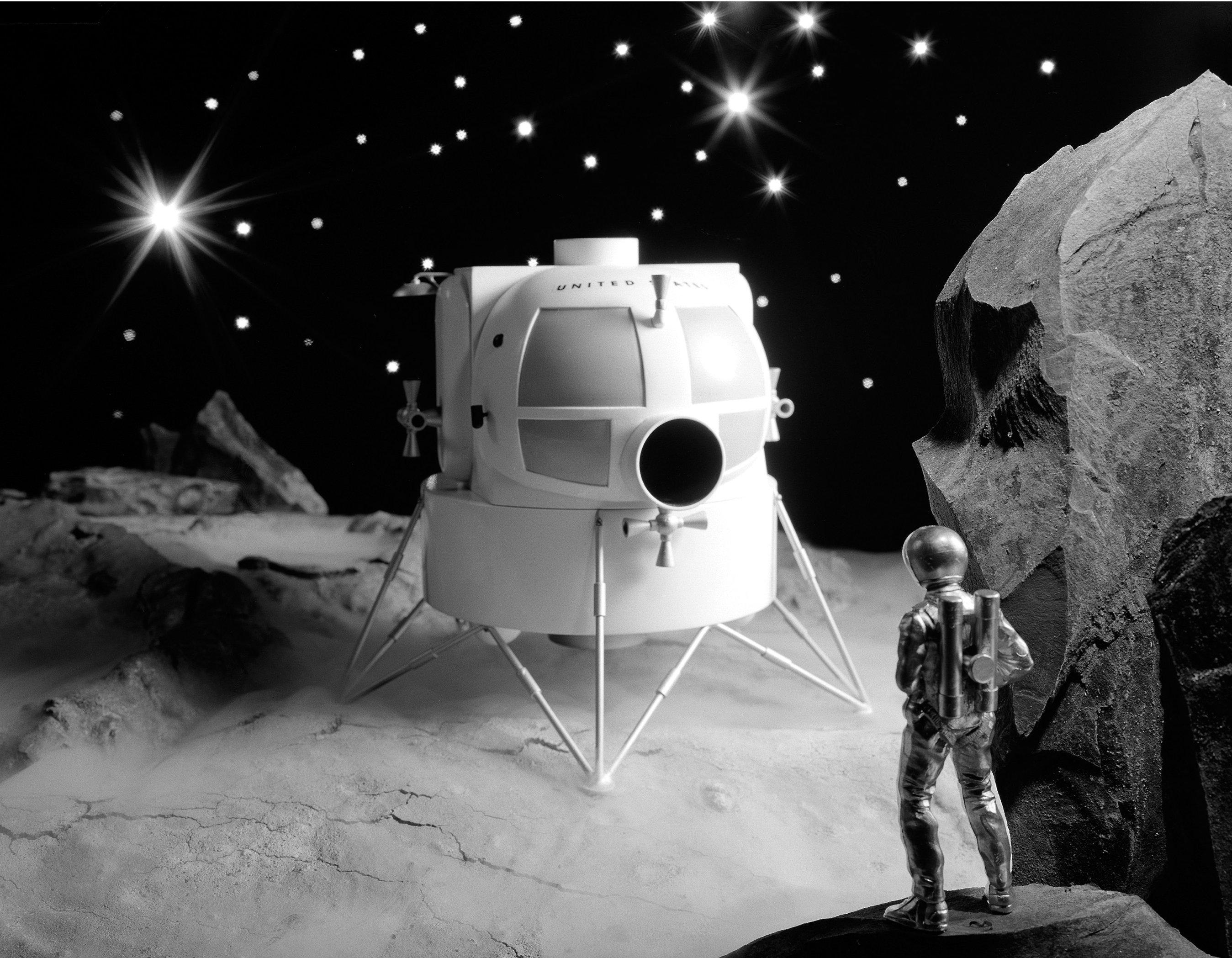
아폴로 달 착륙선의 1963년 구상도.

미국은 이에 대항하여 기존의 군 우주 개발 기관을 보강하고 민간 우주 기관인 NASA를 창설하였다. 군사적인 면에서는 대륙간 탄도 미사일을 대량생산하여 핵전쟁과 상호확증파괴를 이용한 억지를 목표로 하였으며, 이 과정에서 개발한 미사일 대다수가 NASA에 공급되며 우주 발사체의 정확성·신뢰성을 향상시키는 결과를 가져왔다.

## 미래의 달 착륙

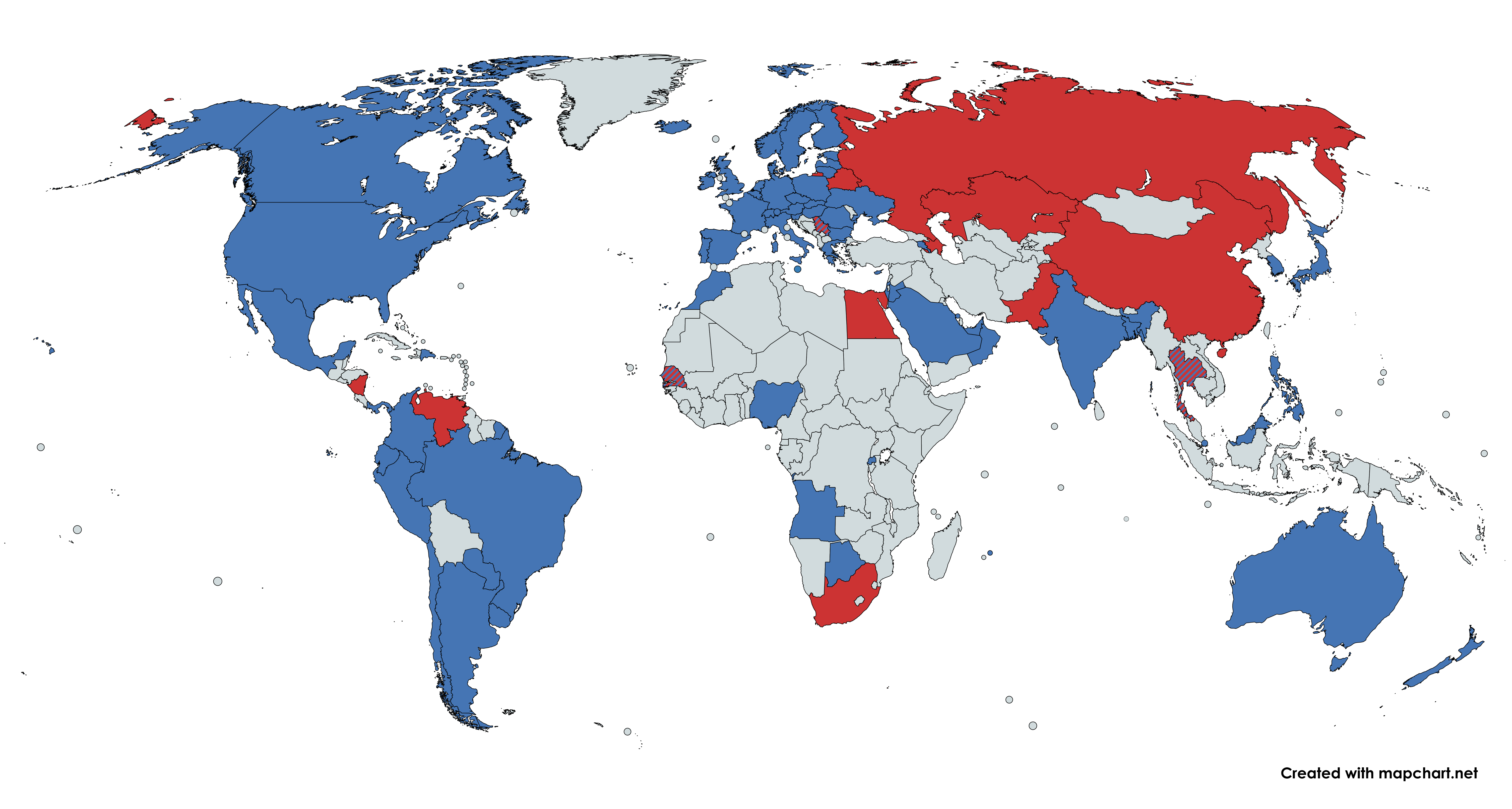
아르테미스 협정(파랑) 및 국제월구과연참(빨강) 협정국.

인도우주연구기구와 일본 우주항공연구개발기구는 무인 탐사선인 달 극역 조사기를 개발하고 있는데, 2028년 경 달의 남극을 연구하기 위해 착륙선과 월면차를 보낼 계획이다.
인도우주연구기구는 찬드라얀 3호에서 거둔 성공을 바탕으로, 찬드라얀 3호의 착륙지인 스타티오 시브 샤크티 인근에 착륙하여 토양 표본을 회수해 돌아오는 탐사선인 찬드라얀 4호를 계획하고 있는데, 성사될 경우 물이 풍부한 남극 에이트켄 분지에서의 최초의 토양 표본이 될 전망이다.
2017년 12월 11일 도널드 트럼프 미국 대통령은 NASA에게 유인 달 착륙을 지시하는 행정명령에 서명하였다. 2019년 3월 26일 마이크 펜스 부통령은 최초로 여성 우주비행사가 달 착륙에 포함될 것이라고 발표하기도 하였다. 아르테미스 계획의 당초 계획에 따르면 2024년에 유인 달 착륙을 진행하는 것을 시작으로, 루나 게이트웨이 건설과 맞물려 2028년부터 체류 임무를 개시할 예정이었으나, 현재 NASA의 달 착륙 임무는 2026년 9월 이후로 연기되어 있다.
중국 달 탐사 계획에서는 2030년대 러시아, 베네수엘라, 파키스탄, 아랍에미리트와 함께 건설할 예정인 국제월구과연참의 준비 과정으로서, 2025년부터 2028년 사이에 창어 탐사선을 3개 더 발사할 예정이다. 여기에 중국 유인우주국은 2029년~2030년 사이에 유인 달 착륙을 계획하고 있으며, 이를 위해 중국 내 여러 기관에서는 발사체, 유인 궤도선, 유인 착륙선을 나눠 개발하고 있다.
로스코스모스는 2027년 경 달의 극궤도를 도는 궤도선인 루나 26호를 발사할 계획이다.

## 같이 보기
- 아폴로 달착륙 음모설
- 제임스 글릭

## 참고 자료
- James Gleick, "Moon Fever" [review of Oliver Morton, The Moon: A History of the Future; Apollo's Muse: The Moon in the Age of Photography, an exhibition at the Metropolitan Museum of Art, New York City, 3 July – 22 September 2019; Douglas Brinkley, American Moonshot: John F. Kennedy and the Great Space Race; Brandon R. Brown, The Apollo Chronicles: Engineering America's First Moon Missions; Roger D. Launius, Reaching for the Moon: A Short History of the Space Race; Apollo 11, a documentary film directed by Todd Douglas Miller; and Michael Collins (astronaut)|Michael Collins, Carrying the Fire: An Astronaut's Journeys (50th Anniversary Edition)]
- Mehta, Jatan (2024년 2월 8일). “How to test a Moon landing from Earth”. 《Nature》 (영어). doi:10.1038/d41586-024-00352-w. PMID 38326425. S2CID 267545517. 2024년 2월 18일에 확인함.